# Firestarter
«Firestarter» (с англ. — «Поджигатель») — первый сингл британской электронной группы The Prodigy из её третьего студийного альбома The Fat of the Land; десятый сингл в дискографии группы; вышел 19 марта 1996 года. «Firestarter» стал первым синглом группы, поднявшимся на первую позицию в чарте UK Singles Chart, оставаясь на ней в течение трёх недель; также он занял первые позиции в финских и норвежских чартах. При выходе сингла, песня стала объектом споров в Британии ввиду характера текста и вышедшего видеоклипа.
В состав авторов песни, наряду с Лиамом Хоулеттом и Китом Флинтом, были включены также Ким Дил из альт-рок-группы The Breeders и участники нововолновой группы Art of Noise, что связано с использованием семплов из композиций соответствующих групп.
После выхода сингл был сертифицирован BPI и RIAA как золотой. В 2011 году песня была включена британским журналом NME в топ-лист «150 лучших песен последних 15 лет», позднее редакция издания поместила её на 457-ю позицию более широкого списка «500 величайших песен всех времён».
Инструментальная версия песни была включена в саундтрек версии игры Wipeout 2097 для PlayStation. Песню можно было услышать на церемонии открытия Олимпийских игр в Лондоне в 2012 году. Также песня была включена в саундтрек игры Need for Speed: Most Wanted 2012. В 2015 году песня была также включена в саундтрек игры Just Cause 3.

## Описание сингла
Помимо заглавной песни, сингл включает в себя инструментальную версию песни, би-сайд «Molotov Bitch», записанный Хоулеттом в 1995 году и впервые прозвучавший на видеоальбоме Electronic Punks, а также танцевальный микс за авторством техно-трио Empirion.

### Использованные семплы
- Закольцованный гитарный вау-вау-рифф был семплирован из трека «S.O.S.» группы The Breeders с альбома Last Splash.
- Также в песне были использованы вокальные семплы из композиции «Close (to the Edit)» группы Art of Noise с альбома Who’s Afraid of the Art of Noise?, вследствие чего в состав авторов песни были включены тогдашние члены группы: Энн Дадли, Тревор Хорн, Джей Джей Джезалик, Гэри Лэнган и Пол Морли.

## Видеоклип
Видеоклип на песню был поставлен режиссёром Уолтером Штерном и снят в заброшенном туннеле лондонского метро у станции Олдвич. Манера выступления Кита Флинта, усиленная съёмкой на чёрно-белую плёнку, вызвала споры об опасности показа видеоклипа детям. Некоторые телеканалы отказались показывать клип в дневное время.
Изначально клип снимался цветным и в других локациях, но его итоговый вариант не понравился участникам группы. Было принято решение переснять клип, но ввиду ограниченности времени музыканты решили сократить время постпродакшена, и сделать клип черно-белым.

## Список композиций
| №  | Название                     | Длительность |
| -- | ---------------------------- | ------------ |
| 1. | «Firestarter»                | 4:40         |
| 2. | «Firestarter» (instrumental) | 4:39         |
| 3. | «Firestarter» (Empirion mix) | 7:49         |
| 4. | «Molotov Bitch»              | 4:51         |

| №  | Название                     | Длительность |
| -- | ---------------------------- | ------------ |
| 1. | «Firestarter» (edit)         | 3:45         |
| 2. | «Firestarter» (Empirion mix) | 7:49         |
| 3. | «Firestarter» (instrumental) | 4:39         |
| 4. | «Molotov Bitch»              | 4:51         |

| №  | Название                     | Длительность |
| -- | ---------------------------- | ------------ |
| 1. | «Firestarter»                | 4:40         |
| 2. | «Firestarter» (instrumental) | 4:39         |
| 3. | «Firestarter» (Empirion mix) | 7:49         |
| 4. | «Molotov Bitch»              | 4:51         |

| №  | Название                     | Длительность |
| -- | ---------------------------- | ------------ |
| 1. | «Firestarter» (edit)         | 3:45         |
| 2. | «Firestarter» (Empirion mix) | 7:49         |
| 3. | «Firestarter» (instrumental) | 4:39         |
| 4. | «Molotov Bitch»              | 4:51         |

## Позиции в чартах и сертификации

### Чарты
| Чарт (1996–1997)                    | Высшая позиция |
| ----------------------------------- | -------------- |
| Австралия (ARIA)                    | 22             |
| Австрия (Ö3 Austria Top 40)         | 8              |
| Бельгия/Фландрия (Ultratop 50)      | 17             |
| Бельгия/Валлония (Ultratop 50)      | 15             |
| Канада (Nielsen SoundScan)          | 3              |
| Канада (RPM Rock/Alternative)       | 10             |
| Чехия (IFPI CR)                     | 1              |
| Дания (IFPI)                        | 7              |
| Европа (Eurochart Hot 100)          | 2              |
| Финляндия (Suomen virallinen lista) | 1              |
| Германия (GfK)                      | 6              |
| Венгрия (Mahasz)                    | 1              |
| Исландия (Íslenski Listinn Topp 40) | 8              |
| Ирландия (IRMA)                     | 2              |
| Италия (Musica e dischi)            | 18             |
| Нидерланды (Dutch Top 40)           | 8              |
| Нидерланды (Single Top 100)         | 14             |
| Новая Зеландия (Recorded Music NZ)  | 3              |
| Норвегия (VG-lista)                 | 1              |
| Шотландия (OCC Scotland)            | 3              |
| Швеция (Sverigetopplistan)          | 2              |
| Швейцария (Schweizer Hitparade)     | 11             |
| Великобритания (OCC UK Singles)     | 1              |
| США (Billboard Hot 100)             | 30             |
| США (Billboard Alternative Airplay) | 24             |

| Чарт (2019)                                   | Высшая позиция |
| --------------------------------------------- | -------------- |
| US Dance/Electronic Digital Songs (Billboard) | 13             |

| Чарт (1996)                          | Позиция |
| ------------------------------------ | ------- |
| Бельгия (Ultratop 50 Flanders)       | 56      |
| Бельгия (Ultratop 50 Wallonia)       | 58      |
| Европа (Eurochart Hot 100)           | 27      |
| Германия (Official German Charts)    | 39      |
| Исландия (Íslenski Listinn Topp 40)  | 69      |
| Нидерланды (Dutch Top 40)            | 48      |
| Нидерланды (Single Top 100)          | 61      |
| Швеция (Sverigetopplistan)           | 13      |
| Швейцария (Schweizer Hitparade)      | 39      |
| UK Singles (Official Charts Company) | 14      |

| Чарт (1997)                        | Позиция |
| ---------------------------------- | ------- |
| Новая Зеландия (Recorded Music NZ) | 9       |

| Регион | Сертификация | Продажи  |
| --- | ------------ | -------- |
| Финляндия (Musiikkituottajat)                                                                                            | Золотой      | 6,452    |
| Новая Зеландия (RMNZ) | Платиновый   | 10 000*  |
| Швеция (GLF) | Золотой      | 15 000^  |
| Великобритания (BPI) | Платиновый   | 851,000  |
| США (RIAA) | Золотой      | 500 000^ |
| * Данные о продажах приведены только на основе сертификации. ^ Данные о тиражах приведены только на основе сертификации. |              |          |